# Мандриківка
Мандриківка — козацьке селище й сучасна історична місцевість міста Дніпро, що розташована вздовж правого узбережжя річки Дніпра у Соборному районі міста Дніпро.

## Опис
Козацька Мандриківка забудовувалася на східних схилах головного міського пагорбу, що в XIX столітті отримав назву Соборна Гора.
Місцевість старої Мандриківки охоплює на півночі землі від Мерефо-Херсонського мосту до Лоцманської Кам'янки на півдні.
Межею Мандриківки з Лоцманською Кам'янкою є Дорожня вулиця (або в народі — Межова), саме де закінчується Мандриківська вулиця на 5 масиві Перемоги, де вона переходить у Бакинську вулицу. Ця межа приблизно знаходиться посередині будинку «Великої китайської стіни».
Східною межею були плавні у Станового острову, що омивався водами Дніпра й Старого Дніпра.
На заході Мандриківка підіймалася своєю забудовою невеликими байраками на Соборну Гору, у східний схил якої врізалась Архієрейська балка з невеличкою річкою від котрої зараз лишилось Мандриківське озеро  за Набережною Перемоги біля Торговельного центру "Куб ".
Мандриківка також займала територію сучасних 1-го, 2-го й 3-го й частково 4-5 житлових масивів житлового району Перемога. Нині 1, 2, 3 та 4-й масиви неофіційно називаються Мандриківкою.

## Історичні відомості
Назва походить від прізвища козацького осавула Андрія Мандрики, що мав тут зимівник. Пізніше після того, як на території села Половиця було засновано Катеринослав, частина колишніх мешканців села оселилася поруч із Мандрикою, а своє поселення назвали Мандриківкою.
Існує легенда, що у травні 1820 року Олександр Пушкін, що тоді був у засланні та приїхав до Катеринослава служити у канцелярії генерала Івана Інзова, частину свого недовгого перебування в Катеринославі мешкав саме в Мандриківці в будинку єврея Краконіні. Мешкаючи на березі Дніпра, Олександр Сергійович вирішив скупатися у ще холодній травневій воді та захворів на запалення легень. Хворого Пушкіна знайшла родина Миколи Раєвського і забрала із собою до Криму.
На 1859 рік Мандриківка відносилася до Катеринослава, як передмістя з 70 дворами, 435 мешканцями.
Входила до складу Сурської волості Катеринославського повіту.
Станом на 1886 рік у колишньому козацькому селі Сурської волості Катеринославського повіту Катеринославської губернії мешкало 564 особи, налічувалось 101 дворове господарство, існувала школа.
За переписом 1897 року кількість мешканців зросла до 856 осіб (430 чоловічої статі та 426 — жіночої), з яких всі — православної віри.
Наприкінці XIX ст. Мандриківка офіційно стала частиною Катеринославу. Тоді ж з'явилась вулиця Мандриківська, що є центральною вулицею району.
З часів радянської колективізації у селищі Мандриківка існував колгосп «Перемога». За вимогою колгоспників 1937 року більшовики перейменували Мандриківку на селище Пушкіна. Назва не встоялася.
З 1969 року почалася забудова східної частини Мандриківки багатоповерхівками житлового району «Лоцманський» (1975 року перейменований на «Перемогу»). Інша головна вулиця Мандриківки — набережна Перемоги, що була побудована на намитій території, проходить по східній межі колишнього селища, паралельно Мандриківській вулиці.
2007 року у житловому будинку № 127 на Мандриківській вулиці стався вибух побутового газу з людськими жертвами й руйнуванням споруди.

## Інфраструктура
Зараз на Мандриківці, окрім малоповерхової приватної забудови, знаходяться: студентські містечка та наукові корпуси Інституту фізичної культури і спорту, національної металургійної академії та Українського державного хіміко-технологічного університету, головний офіс «Приватбанку» та кілька інших установ та підприємств.